# Luís Serpa
Luís Filipe Martins Serpa (Lisboa, 21 de Maio 1948 - 16 de Abril 2015) é um galerista e curador de arte português. Como agente cultural, tem papel determinante na mudança de perspectiva das artes visuais em Portugal.
Depois do Modernismo (1983) é uma exposição de referência do início da década de oitenta e um dos marcos dessa mudança. A partir de então, o papel que desempenha na Galeria Cómicos (hoje Galeria Luís Serpa Projectos) contribui de modo significativo para a viragem da arte contemporânea em Portugal. A afirmação internacional de alguns artistas portugueses importantes é, em grande parte, resultado do seu trabalho.
Desenvolve um modelo original de galeria de arte (Galeria Cómicos/Luís  Serpa Projectos) considerado um case-study pelo facto de conjugar sistematicamente as disciplinas de pintura, escultura, desenho, instalação, fotografia, vídeo, design e arquitectura.
Através de O Museu Temporário, um projecto de engenharia cultural, Luís Serpa assume-se como um Gestor de Projectos Culturais (Programador), exercendo as funções de Curadoria, Relações Públicas e Planeamento Estratégico para instituições e empresas em programas de arte contemporânea, corporate identidy e indústrias criativas.

## Biografia
É desde o início dos anos oitenta que se afirma a sua capacidade de internacionalização de artistas ibéricos tais como Cristina Iglesias, Juan Muñoz, José María Sicília, Ferran Garcia Sevilla, Julião Sarmento, Pedro Cabrita Reis, Jorge Molder.
Vários estrangeiros são por ele dados a conhecer em Portugal, como Leiko Ikemura, Joseph Kosuth, Gerhard Merz, Michelangelo Pistoletto, Gilberto Zorio, Hamish Fulton, Robert Wilson. Na tradição de José Ernesto de Sousa, empenha-se no estudo e na divulgação de obras de fotógrafos como Robert Mapplethorpe, Marie-Jo Lafontaine, Craigie Horsfield, Boyd Webb, John Coplans, Cindy Sherman (ambos wiki-en),
O seu espólio reúne um conjunto notável de obras contemporâneas, em grande parte reunido através da própria colaboração dos artistas em exposições temáticas (Crise de l'object (1989), Práticas Transgressivas / Women in Red (1996), A Cidade e as Estrelas (1998-2001), Odisseia no Tempo (2001). Comissaria (comissário coordenador) várias exposições em museus: Depois do Modernismo  (1983), Je est un autre (1990), Múltiplas Dimensões (1994), ZOOM!Arte na Índia Contemporânea (2004).
Organiza, modera e participa em conferências tanto em Portugal como no estrangeiro.

### Formação académica
Frequenta o Curso de Desenho e o Curso de Pintura da Escola Superior de Belas Artes de Lisboa.

### Especializações
- Curso de Design para Mobiliário em Madeira (com Gui Bonsiepe);
- Curso de Design de Embalagens, LNETI, Lisboa;
- Curso de Design Industrial – Università Internazionalle dell’Arte, Florença (com Gian Carlo Argan, Roberto Segoni, Adolfo Ficci, estágio com Adolfo Natalini_Superstudio e tese em Mobiliário Urbano);
- Curso de Museologia – Università Internazionalle dell’Arte, Florença (com A. Becceruschi e tese em Arquitectura de Espaços Expositivos).
- Bolseiro da Fundação Calouste Gulbenkian em Itália.

### Actividades
Design e arquitectura:
- Até 1979 – Director artístico numa agência de publicidade, designer consultant em diversas empresas de comunicação e ainda designer free-lancer.
- Desde 1984 – Gestor de projectos de arquitectura, design industrial e gráfico.
- 1988 – Membro do júri Do Objecto à Arquitectura, Utilização de Materiais Modernos, prémio SONAE – Centro Nacional de Cultura.
- Consultor para diversos planos estratégicos e planos de pormenor na área da reabilitação urbana.

Artes Visuais:
- 1983 – Comissário Coordenador da exposição multidisciplinar Depois do Modernismo (Lisboa) incluindo as áreas de artes visuais, arquitectura, design de moda, música, teatro e colóquios.
- 1984 – Fundador e Director de Cómicos - Espaço Intermédia, uma galeria de arte contemporânea, hoje Galeria Luís Serpa Projectos.
- 1979 / 1989 – Membro Fundador da APGA – Associação Portuguesa de Galerias de Arte.
- 1987 / 1988 – Co-organizador do Fórum de Arte Contemporânea , Feira de Arte das Galerias Portuguesas, Forum Picoas, Lisboa, na Feira de Arte Contemporânea (F.I.L.),  Lisboa, e ainda membro do Comité Internacional de Galerias,  no ARCO – Feira Internacional de Madrid.
- 1989 – Organizador do 1º Ciclo Internacional de Conferências - Aspectos da Arte Contemporânea, Forum Picoas, Lisboa.
- 1994 – Comissário Coordenador da exposição multimédia Múltipas Dimensões, co-produzida por Lisboa 94 e Fundação das Descobertas, no Centro Cultural de Belém (Junho/Julho1994), no âmbito da Capital Europeia da Cultura.
- 2001 / 2004:

Comissário de diversas exposições, em cooperação com galerias, fundações e museus de arte contemporânea (Latitude, Je est un autre, Práticas Transgressivas-Women in Red, A Cidade e as Estrelas, InExtremis1999 - A(s) Arte(s) no final da Década, do Século e do Milénio, 2001: Odisseia no Tempo, Sublime Audácia – A Experiência do Passeante, Zoom – Arte na India Contemporânea, Horizont(e) , Unus Mundos, entre outras.
Comissário Coordenador da Exposição Zoom  (Arte na India Contemporânea), em colaboração com Nancy Adajania, co-produzida por O Museu Temporário  e Culturgeste, em  Lisboa, de Abril a Junho 2004.
É membro do Conselho Consultivo do Curso Superior de Artes Plásticas – Pintura e Intermédia do Instituto Politécnico de Tomar.
Congressos e Debates:
Como [orador]:
- [1997] – A Arte numa Economia de Mercado, Estado e Iniciativa Privada, Fiscalidade e Mecenato, Colecções Públicas e Colecções Privadas (Marca Madeira 97);
- [1999] – Novos Públicos para a Arte Contemporânea (Forum Atlântico de Arte Contemporanea, Pontevedra.
- InExtremis - O Estado da(s) Arte(s) no Final da Década, do Século e do Milénio, Galeria Luís Serpa Projectos.
- [2001] – Interdisciplinaridades (Faculdade de Belas Artes do Porto).
- O Estado das Artes / As Artes e o Estado (Centro Cultural de Belém, Lisboa.
- European Diploma in Cultural Project Management (Centro Cultural de Belém, Lisboa).
- [2002] – On Landscape / Sobre a Paisagem (Centro de Estudos Geográficos, Faculdade de Letras da Universidade de Lisboa, 2002.
- Encontros da Imagem, Braga, Maio (moderador).
- [2003] – New Curators / New Visions: Global Fragments / Local Trends, ARCO, 2003, Madrid, Fevereiro.
- 2004 – A Paixão do Galerista como Coleccionador (ARCO 20004, Madrid).
- [2005] – Ciclo Migrações – Coleccionismo: Iniciativa Privada e Intervenção Estatal, Centro Cultural de Belém, 22 Janeiro.
- Sessão comemorativa da nova capa da Finisterra – Revista Portuguesa de Geografia, com a presença do pintor Pedro Calapez (orador convidado: Luís Serpa), no âmbito de A Geografia e as Tecnologias de Informação Geográficas, Colóquio, 7 e 8 Abril, Faculdade de Letras de Lisboa, Anfiteatro III;
- [2006] / [2007] – O Estuário do Tejo: Reflexão Sobre as suas Frentes de Água, na Trienal Internacional de Arquitectura de Lisboa: Núcleo Universidades, Gare Marítima de Alcântara-Mar, Lisboa, 20, 21 e 22 Outubro 2006.
- Painel Criatividade / Competitividade / Cooperação entre o Porto de Lisboa e os concelhos limítrofes: a afirmação da APL e o seu estuário no Contexto Europeu” (com Ricardo Carvalho (moderador), Jorge Gaspar, Bruno Soares, João Luís Carrilho da Graça, Carlos Carvalho, Teresa Craveiro e Luís Serpa), 2006.
- Grupo de Reflexão para a Requalificação Urbana da Zona do Ginjal - Almada,  com Samuel Torres de Carvalho (arquiteto).
- Anos 1980: Uma Topologia (mesa redonda tendo como moderadores João Fernandes e António Cerveira Pinto, com Pedro Oliveira e Luís Serpa (Museu de Serralves), Porto, 01 Março.
- As Cidades e as Indústrias Criativas – moderador no ciclo de mesas redondas da Livraria Bulhosa, Lisboa, Março.
- 2011 Experimenta Design 2011 > 1st Creative Economy Symposium
- Antigo Tribunal da Boa-Hora, 13 Outubro 2011, Cidades Criativas, Incubadoras e Clusters
- O papel das cidades, clusters e incubadoras na promoção de uma mais eficaz estratégia para a Economia Criativa*  Caio Carvalho(Instituto da Economia Criativa de São Paulo/Presidente São Paulo Turismo). Debate: Paulo Soeiro Carvalho (Câmara Municipal de Lisboa) , Luís Serpa (Induscria) e Caio Carvalho. Moderator: Vitor Belanciano (Público)

Textos e Ensaios:
- PAULA SOARES, INQUIETUDES

SERPA, Luís, in Catálogo THE SECRET OF THE BULLS, PAULA SOARES, 1988, Edição Galeria Luís Serpa Projectos.
- JE EST UN AUTRE [D’ÁPRÈS RIMBAUD], INTRODUÇÃO

SERPA, Luís, in Catálogo JE EST UN AUTRE, Galeria CÓMICOS/LUÍS SERPA e FUNDAÇÃO SERRALVES, 1990, Depósito Legal N.º24 130/90, ISBN 927-9384-02-9 Brochado, ISBN 927-9384-03-7 Cartonado.
- MÚLTIPLAS DIMENSÕES, INTRODUÇÃO

SERPA, Luís, in Catálogo Múltiplas Dimensões, Centro Cultural de Belém (CCB), Abril 1994.
- DAS FLORES DO MAL AO MITO DE NARCISO: SEDUÇÃO, PUDOR E VOYEURISMO NA OBRA DE GRAÇA SARSFIELD SERPA, Luís, in Catálogo Gestos no Final do Século XX, Graça Sarsfield, 1998.
- JADE YÜ, A DIMENSÃO SAGRADA DO CORPO

SERPA, Luís, in Catálogo JADE YÜ, Edição Pedro Guimarães, Porto, 2001.
- REALIDADE[S]

SERPA, Luís, in Catálogo Realidade[s], Edição O Museu Temporário, 2001.
- A CIDADE E AS ESTRELAS, FRAGMENTOS DE PAISAGEM

SERPA, Luís, in Finisterra, Revista Portuguesa de Geografia, Centro de Estudos Geográficos, Volume XXXVI, Nº 72, Lisboa 2001.
- PEDRO CALAPEZ, OS PERCURSO DO OLHAR

SERPA, Luís, in Catálogo Pedro Calapez [1984-2002], publicado por Bores & Mallo, 2002.
- O NÃO-LUGAR DO CORPO

SERPA, Luís, in Catálogo (im)permanências, Cristina Ataíde, Edição Galeria Luís Serpa Projectos, 2003.
- DIFERENÇA E SIMULACRO

SERPA, Luís, in Catálogo Junho das Artes, Óbidos, 2004.
- FRAGMENTOS GLOBAIS | TENDÊNCIAS LOCAIS: ARTE NA ÍNDIA CONTEMPORÂNEA

SERPA, Luís, in Catálogo ZOOM!, Arte na Índia Contemporânea, Culturgest, 2004.
- 1984-2004: VINTE ANOS DA GALERIA CÓMICOS|LUÍS SERPA PROJECTOS

SERPA, Luís, in Catálogo 1984_2004, Edição Galeria Luís Serpa Projectos, Lisboa, Novembro 2004.
- SUMSUM AVILLEZ, RÉCITS DE VOYAGE

SERPA, Luís, in Catálogo Récits de Voyage, Sumsum Avillez, Fundação D. Luís I/Centro Cultural de Cascais, 2006.
- AQUILO SOU EU

SERPA, Luís, in Catálogo Aquilo Sou Eu, Fundação Carmona e Costa/Assírio & Alvim, 2008.
- LUÍS CAMPOS, OBRAS 1982_2008, FOTOGRAFIA E VÍDEO: O PROJECTO

SERPA, Luís, in Catálogo Luís Campos, Obras 1982_2008, Fotografia e Vídeo, Junho 2008.
- LUÍS CAMPOS, TRABALHOS DOS ANOS 80

SERPA, Luís, in Catálogo Luís Campos, Obras 1982_2008, Fotografia e Vídeo, Junho 2008.
- ALDEIA DA LUZ: UMA GEOGRAFIA DA AUSÊNCIA

SERPA, Luís, in Catálogo Territórios de Transição #09, Eurico Lino do Vale, Setembro 2009.
- MANTA: RETRATO[S] DE FAMÍLIA

SERPA, Luís, in Catálogo MANTA: RETRATO[S] DE FAMÍLIA, Fundação D. Luís I/Centro Cultural de Cascais, Edição Galeria Luís Serpa Projectos, 2013.

### Indústrias da cultura
- Desde 1991:

Fundador do O Museu Temporário – projecto(s)  de engenharia cultural, enquanto especializado na concepção e gestão de equipamentos e eventos, desempenhando as funções de gestor de conteúdos culturais.
No âmbito da EXPO’98, é Comissário Coordenador do projecto do Pavilhão da Argélia (1º Prémio no Concurso Internacional de Ideias). Concebe a imagem gráfica da exposição Viagem ao Século XX – Centro Cultural de Belém. Integra a equipa de produção de audiovisuais e multimédia do Pavilhão do Conhecimento dos Mares. É Comissário Coordenador para a candidatura do Consórcio Gestor do Pavilhão do Brasil.
Coordenador do grupo de trabalho para implementação da Agência para Apoio ao Desenvolvimento das Indústrias Criativas em Lisboa, um projecto da iniciativa de O Museu Temporário numa parceria público-privado, no âmbito do Plano Tecnológico.